# Aaron Judge
Aaron James Judge  (26 de abril de 1992, Linden, California), apodado "El Juez", es un jugador profesional estadounidense de béisbol que juega desde que debutó en 2016 con los New York Yankees de las Grandes Ligas (MLB). 
Jugó al béisbol universitario en Fresno State University en su natal California, y fue elegido en el puesto 32.º del MLB Draft de 2013 por los Yankees. Tiene una estatura de 2,01 m (6′ 7″) y un peso de 128 kg (282 lb).

## Primeros años
Judge nació en Sacramento, California, y fue adoptado al día siguiente de su nacimiento por Patty y Wayne Judge, quienes trabajaban como maestros en Linden, California.  Tanto él como su hermano mayor, John, fueron adoptados. Judge asistió a Linden High School, donde fue una estrella de tres deportes. Jugó como lanzador y primera base del equipo de béisbol, receptor abierto del equipo de fútbol y como pívot del equipo de baloncesto. Estableció un récord escolar de touchdowns en fútbol y lideró al equipo de baloncesto en puntos por partido (18,2). En béisbol, formó parte del equipo de Linden High School que llegó a los playoffs de la División III de la Federación Interescolar de California. Judge se graduó de Linden High en 2010.

### Ligas menores
Realizó su debut profesional en los Charleston RiverDogs de las Ligas Menores de Béisbol de la South Atlantic League en 2014. Después de un año en Charleston, en 2015 formó parte de los Trenton Thunder de la Eastern League, donde realizó 12 home runs en 63 partidos. Gracias a su desempeño, fue ascendido a los Scranton/Wilkes-Barre RailRiders de la clase AAA International League. En 2015 fue escogido para el All Star de Futuras Estrellas como jugador de los Yankees junto a su compañero Gary Sánchez.

### New York Yankees (2016–Presente)

#### 2016

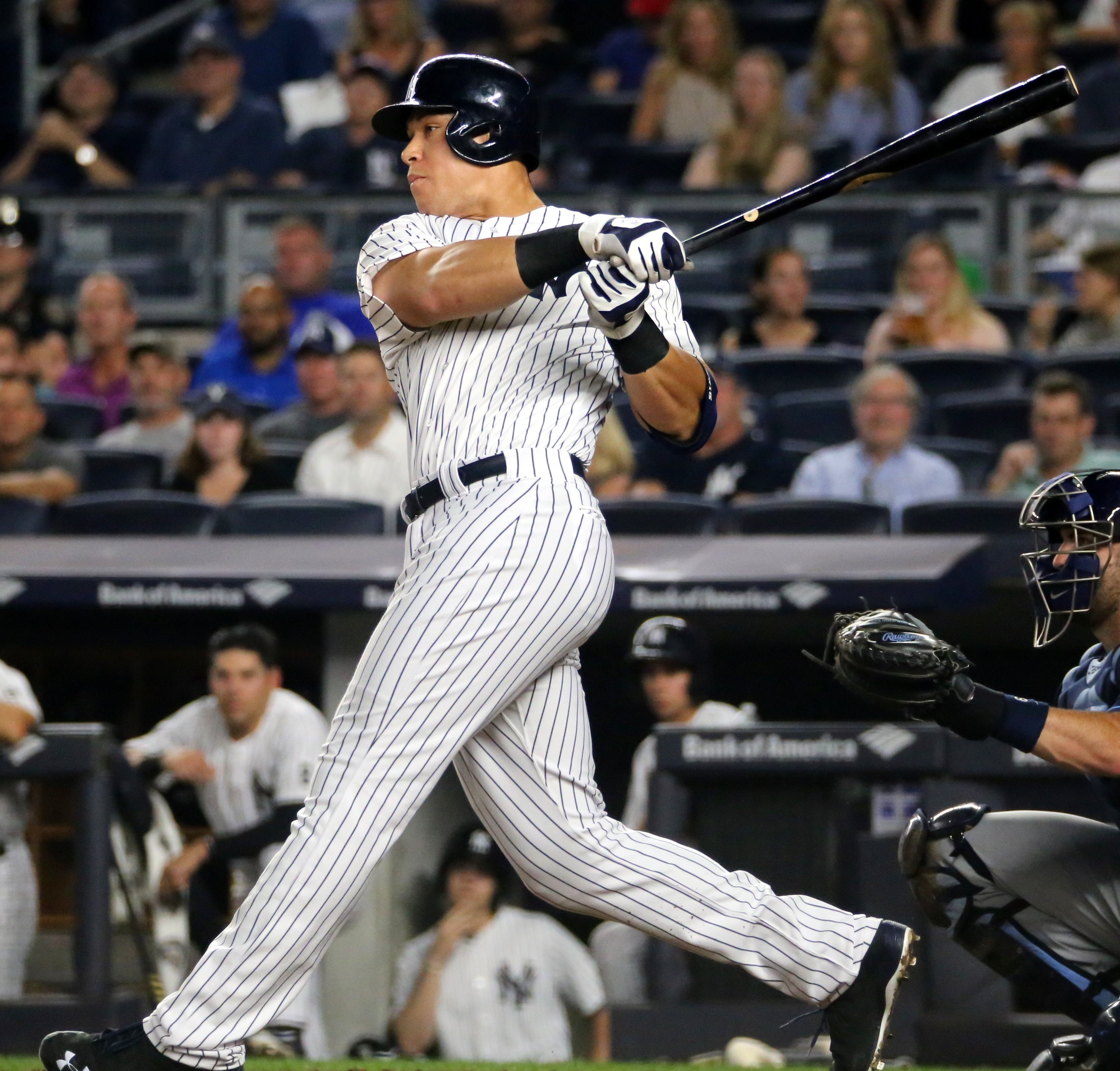
Judge bateando en 2016

Hizo su debut en la Major League Baseball el 13 de agosto de 2016 frente a los Tampa Bay Rays. En su primer bateo, realizó un home run, al igual que hizo en el bateo anterior el también debutante Tyler Austin, siendo la primera vez que dos bateadores debutantes consiguieran home-runs en sus primeros bateos. En su segundo partido en la MLB, realizó otro home-run, siendo el segundo jugador de la historia de los Yankees en hacer 2 home-runs en sus 2 primeros partidos, siendo el primero en hacerlo Joe Lefebvre en 1980. Su temporada acabó prematuramente al lesionarse frente a Los Angeles Dodgers y perdiéndose el resto de la temporada.

#### 2017

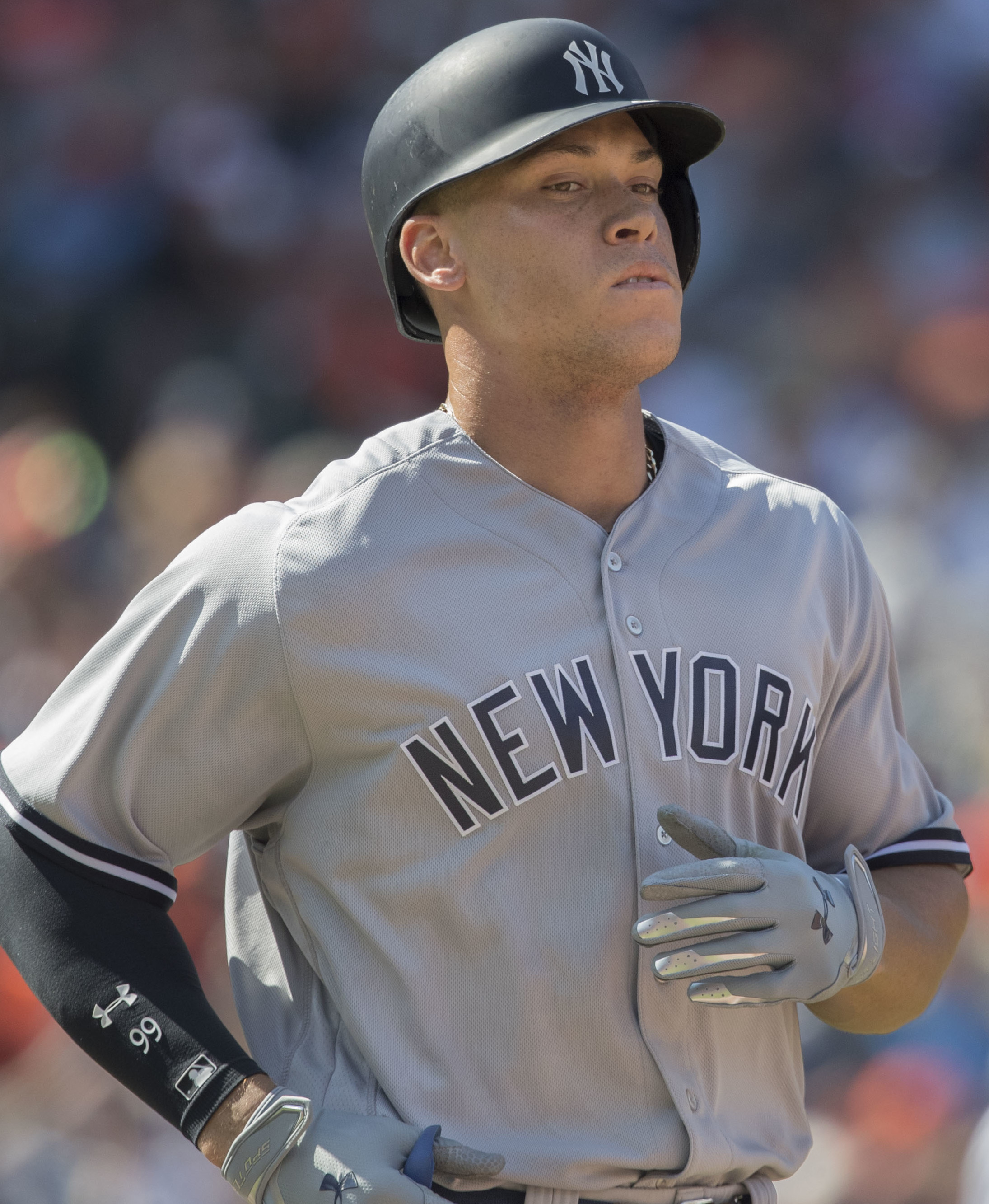
Judge con los New York Yankees en 2017

En el Opening Day fue titular como jardinero derecho frente a los Tampa Bay Rays. En su primer partido con más de un home-run, uno de ellos sobresalió por encima del resto, al lanzar la bola a 192,2 km/h siendo el batazo más rápido de 2017, récord que superaría él mismo en junio con una bola de 194,9 km/h.
En el tercer recuento para el Juego de Estrellas de las Grandes Ligas de Béisbol, lideraba las votaciones totales de la Liga Americana con 1.893.260 votos. Volvería a ser elegido rookie del mes de junio, siendo el primero en hacerlo desde Mike Trout en ganarlo en 3 veces consecutivas y además ese mismo mes fue elegido como Jugador de la Liga Americana y se coronó campeón del Home Run Derby ganándole la final a Miguel Sanó. Al finalizar la temporada regular, disputaron el Wild Card ante los Minnesota Twins, ganando por 8-4 dándoles derecho a participar en la siguiente fase del playoff. Más tarde, serían eliminados en la última ronda previa a las Series Mundial por los Houston Astros por un global de 4-3. Al final del año, fue nominado a MVP de la Liga Americana, junto a José Ramírez y José Altuve, premio que finalmente se llevaría este último, quedando Judge en segundo lugar. También fue condecorado con el Bate de Plata a mejor Jardinero y como Rookie del Año de la Liga Americana. A su vez, acabó la temporada con el mayor número de home runs del año de la Liga, siendo un récord para un rookie. Judge terminó bateando para un promedio de .284, conectó 154 imparables además de 52 jonrones, impulsando 114 carreras.
En noviembre se dio a conocer que sería la portada del juego de San Diego Studios, "MLB The Show 18".

#### 2018

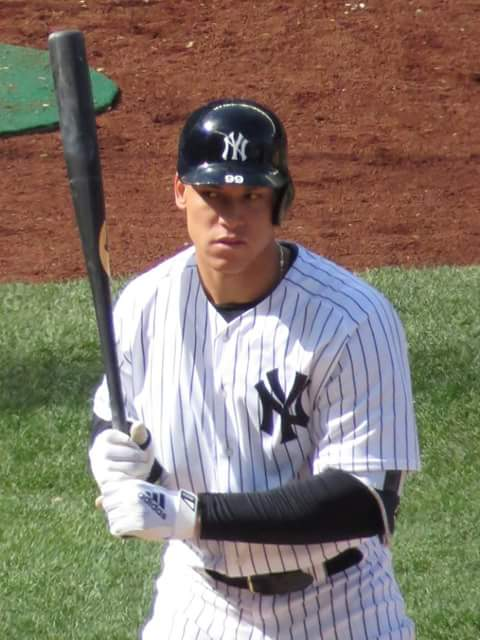
Judge con los Yankees en 2018.

El 31 de marzo, Judge hizo su primer inicio de carrera en el jardín central en las mayores.
Bateando .277 con 25 jonrones y 58 carreras impulsadas, Judge fue nombrado jardinero titular para el 2018 Juego de Estrellas de las Grandes Ligas de Béisbol. Judge golpeó un jonrón en solitario al lanzador de la Liga Nacional Max Scherzer.
El 26 de julio, Judge fue golpeado por una bola rápida de 93 mph por el lanzador Jakob Junis de Kansas City Royals en su muñeca derecha y dejó el juego en la cuarta entrada. Más tarde, una resonancia magnética/tomografía computarizada reveló que sufrió un hueso fracturado en la muñeca. No se requirió cirugía, y los informes iniciales dieron un calendario de tres semanas para que el juez se recuperara. La lesión tardó más en sanar de lo esperado, con el juez ausente cerca de dos meses como resultado. El 18 de septiembre, Judge regresó a la alineación inicial contra los Boston Red Sox. Judge terminó la temporada con un promedio de bateo de .278, 27 jonrones y 67 carreras impulsadas en 112 juegos. Los Yankees eliminaron a los Oakland A's en la postemporada de la Wild Card Game. 

#### 2019
En 2019, Judge bateó .272 con 27 jonrones y 103 hits en 102 juegos. Al finalizar la temporada, los Yankees se enfrentaron a los Minnesota Twins a quienes eliminaron por un global de 3-0. En el juego 6 de la Serie de Campeonato de 2019 frente a los Houston Astros, Jose Altuve conectó un cuadrangular a Aroldis Chapman para que los Yankees fueran eliminados por un global de 4-2.

#### 2022

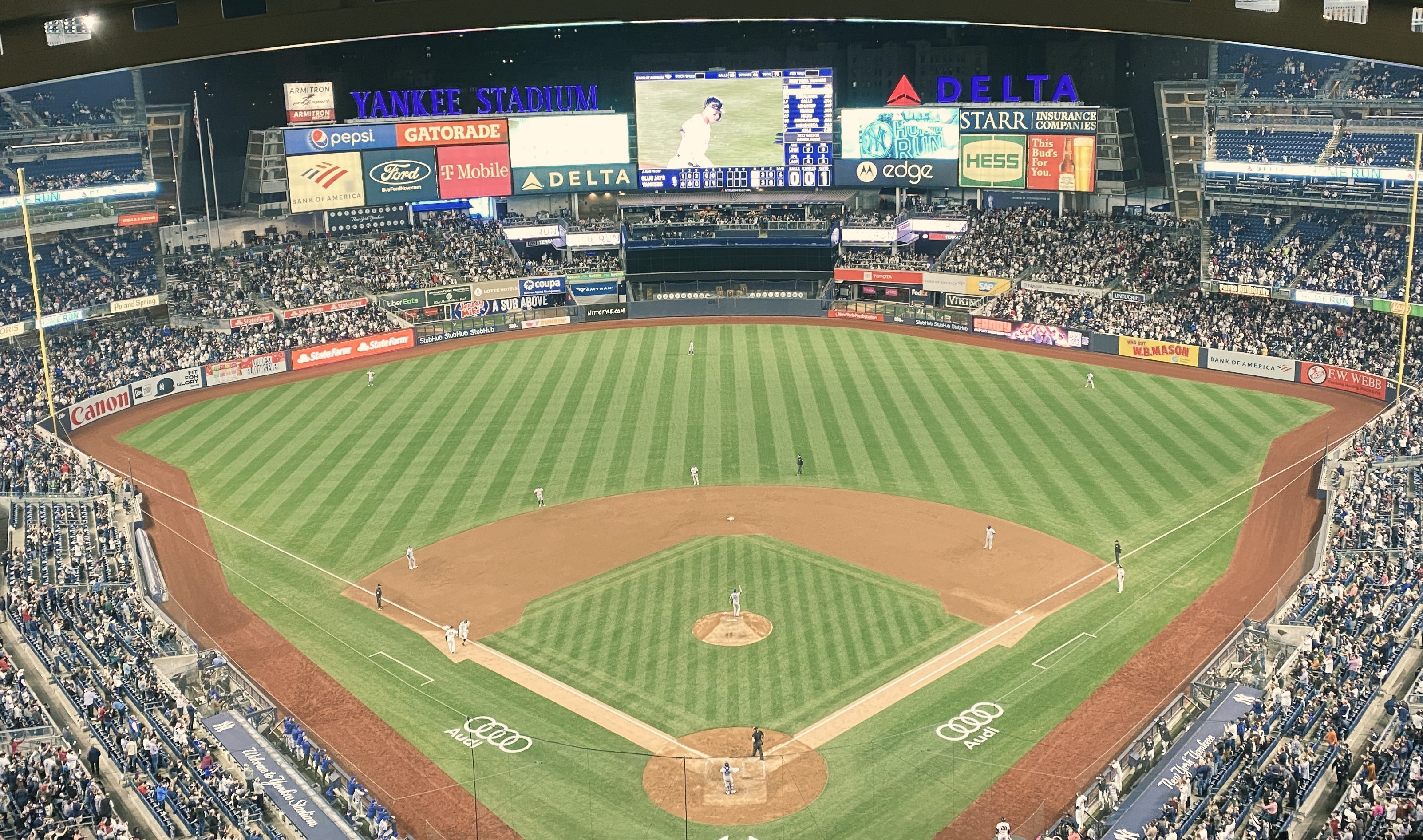
Judge (cerca de la tercera base) rodea las bases en el Yankee Stadium después de su primer jonrón de la temporada de 2022.

El 20 de septiembre de 2022, llegó a la marca de 60 jonrones en la temporada superando la marca de Babe Ruth y colocándose quinto en la clasificación histórica.
El 28 de septiembre de 2022, disparó el cuadrangular número 61 de la  temporada, en Toronto, frente al relevista Tim Mayza, empatando con Roger Maris, en la marca histórica de cuadrangulares en una temporada en la Liga Americana de Béisbol.
El 4 de octubre de 2022 finalmente rompió el récord de jonrones del joven circuito frente a los Texas Rangers en Globe Life Field, al conectar su cuadrangular número 62, el lanzador venezolano Jesús Tinoco fue el pitcher que permitió el histórico batazo, que convirtió al Juez en el Rey de cuadrangulares de la Liga Americana.
En 2022, Judge lideró las ligas mayores con 62 jonrones, 133 carreras anotadas, 131 carreras impulsadas y 111 bases por bolas, y bateó para .311/.425/.686 con 177 hits, 28 dobles y 19 bases por bolas intencionales, mientras robaba 16 bases. en 19 intentos. Jugó 78 juegos en el jardín central, 73 juegos en el jardín derecho y 25 juegos como bateador designado.
El 4 de noviembre de 2022, fue nombrado "Jugador del Año" en la entrega de los premios "Players Choice Awards" del Sindicato de Jugadores de Grandes Ligas.
El 17 de noviembre de 2022 fue nombrado como el MVP de la Liga Americana superando en las votaciones a Shohei Ohtani y Yordan Álvarez.
El 21 de diciembre fue Nombrado 16.° capitán en la historia de la franquicia de los Yankees de New York.

## Récords e hitos

### Récords de la franquicia de los Yankees de Nueva York
- Más jonrones en una temporada pegados en casa: 33 (Babe Ruth ostentaba el récord con 32).
- Más jonrones en una temporada por un novato: 52 (Joe DiMaggio[23] ostentaba el récord con 29).
- Más jonrones en una sola temporada: 62 (Roger Maris ostentaba el récord con 61)
- Primer bateador diestro en la historia de los Yankees con al menos 100 carreras impulsadas, 100 carreras anotadas y 100 bases por bolas en una sola temporada.
- Quinto jugador en la historia de la franquicia en iniciar un Juego de Estrellas en las dos primeras temporadas. (Después de Babe Ruth, Lou Gehrig, Joe DiMaggio y Lefty Gomez).
- Más jonrones (4) en los primeros siete juegos de playoffs en casa, empatando a Reggie Jackson (1977–78).
- Tercer jugador en la historia de la franquicia en conectar al menos 22 jonrones en los primeros 55 juegos, uniéndose a Babe Ruth (25 HR en 1928, 23 HR en 1921 y 1930 y 22 HR en 1927) y Mickey Mantle (23 HR en 1956).[24]
- Segundo jugador en la historia de la franquicia en conectar 33 jonrones antes del receso del Juego de Estrellas (la mayor cantidad de un jugador de los Yankees desde que Roger Maris conectó 33 jonrones en 1961).
- Segundo jugador en la historia de la franquicia en tener seis juegos de jonrones múltiples en los primeros 70 juegos de una temporada, uniéndose a Babe Ruth (1928).[25]
- Más jonrones antes del mes de agosto: 42 (Babe Ruth ostentaba el récord con 41).[26]
- Fourth player in franchise history to be drafted by the team and hit 200 home runs with the team. (Joining Don Mattingly, Jorge Posada, and Derek Jeter)[26]
- Cuarto jugador en la historia de la franquicia en ser reclutado por el equipo y conectó 200 jonrones con el equipo. (Junto a Don Mattingly, Jorge Posada y Derek Jeter).
- Tercer jugador en la historia de la franquicia en registrar más de 50 jonrones en dos temporadas.
- Tercer jugador en la historia de la franquicia en tener una temporada de 60 jonrones y el más rápido en alcanzar la marca (juego 147 en equipo).

### Registro en la Liga Americana
- Récord de jonrones de novato (52)
- Ponches en una sola postemporada (27, 2017)
- Más ponches para un bateador novato (208, 2017)
- Récord de jonrones de la temporada AL (62, 2022)

### Récords de la MLB
- Velocidad de salida medida de 121,1 millas por hora (194,9 km/h), estableciendo un nuevo récord para el más duro jamás medido por Statcast en ese momento. (10 de junio de 2017)[27]
- Ponchándose en 37 juegos consecutivos. (2017)[28]
- Más ponches de un novato con 208.
- La mayoría de las bases por bolas de un novato con 127.
- Primer novato en la historia de la MLB con al menos 45 jonrones, 100 carreras impulsadas y 100 carreras anotadas.[29]
- El más rápido en llegar a 60 jonrones. (197 juegos)
- Más ponches en una doble cartelera con 8.
- Segundo jugador más rápido en conectar 200 jonrones (671 juegos), después de Ryan Howard (658 juegos).
- Décimo jugador en conectar más de 50 jonrones en dos temporadas.
- Jugador más rápido en conectar 300 jonrones (955 juegos), superando a Ralph Kiner (1087 juegos).[30]

## Palmarés
- All Star (6): 2017, 2018, 2021, 2022, 2023 y 2024
- MVP de la Liga Americana (2): (2022, 2024)
- Nominado a MVP de la Liga Americana: 2017 (2.º puesto)
- Ganador Home Run Derby (1): 2017
- Bate de Plata, a mejor Jardinero (1): 2017
- Wilson Jugador Defensivo del Año, a mejor Jardinero derecho (1): 2019
- Rookie del Año de la Liga Americana (1): 2017
- Líder de Home Runs de la Liga Americana (1): 2017 (52 Home Runs)
- Líder de Carreras Anotadas de la Liga Americana (1): 2017 (128 Carreras)
- Rookie del Mes de la Liga Americana (4): abril de 2017, mayo de 2017, junio de 2017 y septiembre de 2017
- Jugador del Mes de la Liga Americana (2): junio de 2017 y septiembre de 2017
- Jugador de la Semana de la Liga Americana (2): 11 de junio de 2017 y 24 de septiembre de 2017

## Estadísticas

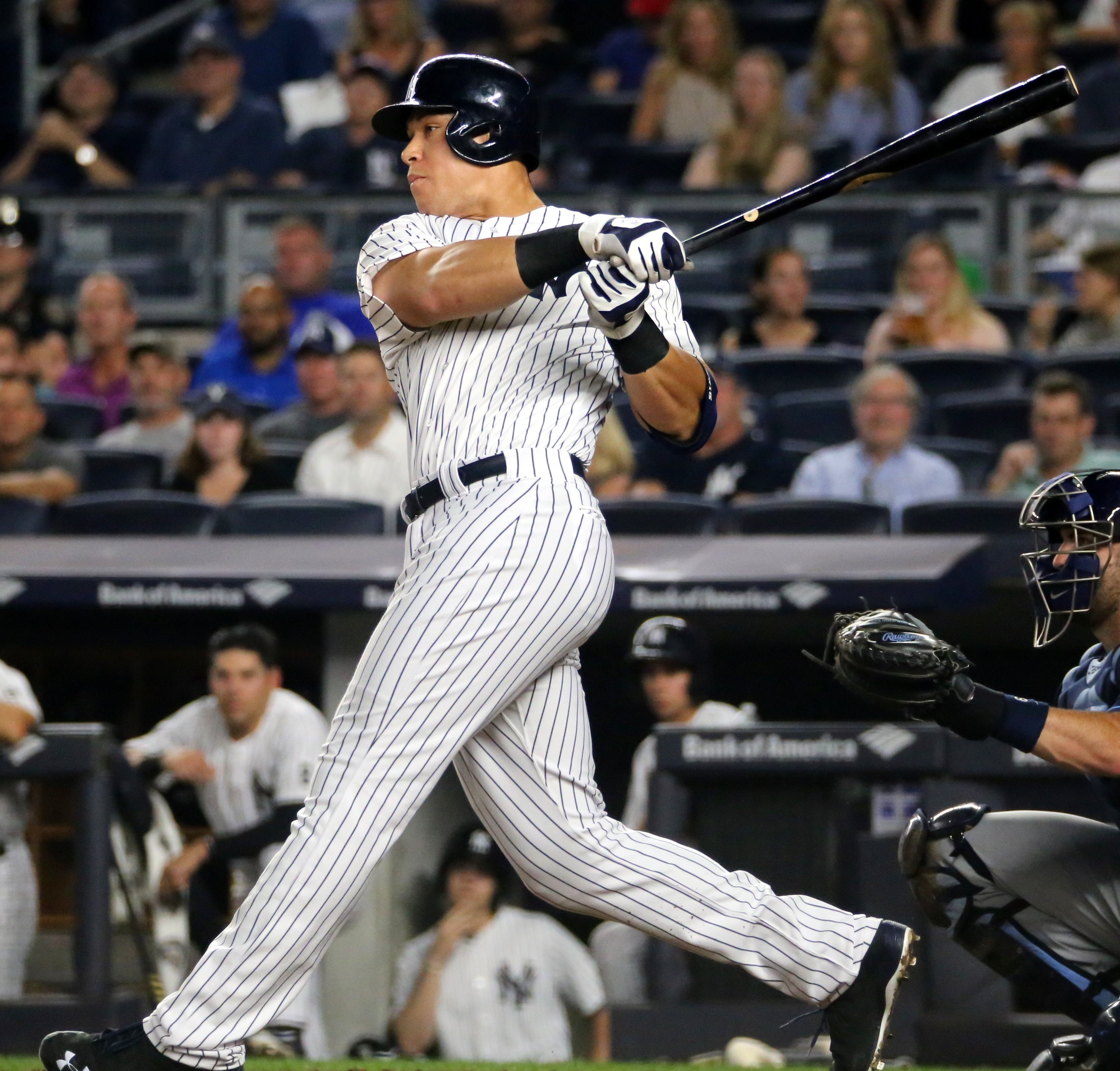
Judge ejecutando un lanzamiento en 2016.

| * | Líder de la liga |

#### Estadísticas al Bateo

##### Temporada regular
| Año      | Equipo   | JJ  | VB   | CA  | H   | 2B  | 3B | HR  | CI  | K    | BR | AVG  | SLG  |
| -------- | -------- | --- | ---- | --- | --- | --- | -- | --- | --- | ---- | -- | ---- | ---- |
| 2016     | Yankees  | 27  | 84   | 10  | 15  | 2   | 0  | 4   | 10  | 42   | 0  | .179 | .345 |
| 2017     | Yankees  | 155 | 542  | 128 | 154 | 24  | 3  | 52  | 114 | 208  | 9  | .284 | .627 |
| 2018     | Yankees  | 112 | 413  | 77  | 115 | 22  | 0  | 27  | 67  | 152  | 6  | .278 | .528 |
| 2019     | Yankees  | 102 | 378  | 75  | 103 | 18  | 1  | 27  | 55  | 141  | 3  | .272 | .540 |
| 2020     | Yankees  | 28  | 101  | 23  | 26  | 3   | 0  | 9   | 22  | 32   | 0  | .257 | .554 |
| 2021     | Yankees  | 148 | 550  | 89  | 158 | 24  | 0  | 39  | 98  | 158  | 6  | .287 | .544 |
| 2022     | Yankees  | 157 | 570  | 133 | 177 | 28  | 0  | 62  | 131 | 175  | 16 | .311 | .686 |
| 2023     | Yankees  | 106 | 367  | 79  | 98  | 16  | 0  | 37  | 75  | 130  | 3  | .267 | .613 |
| Total    | Total    | 835 | 3005 | 614 | 846 | 137 | 4  | 257 | 572 | 1038 | 43 | .282 | .586 |
| All-Star | All-Star | 5   | 11   | 2   | 1   | 0   | 0  | 1   | 1   | 3    | 0  | .091 | .364 |

##### Postemporada
| Año   | Equipo  | JJ | VB  | CA | H  | 2B | 3B | HR | CI | K  | BR | AVG  | SLG  |
| ----- | ------- | -- | --- | -- | -- | -- | -- | -- | -- | -- | -- | ---- | ---- |
| 2017  | Yankees | 13 | 48  | 9  | 9  | 3  | 0  | 4  | 11 | 27 | 0  | .188 | .500 |
| 2018  | Yankees | 5  | 19  | 6  | 8  | 1  | 0  | 3  | 4  | 3  | 0  | .421 | .947 |
| 2019  | Yankees | 9  | 34  | 6  | 9  | 0  | 0  | 1  | 2  | 11 | 0  | .265 | .433 |
| 2020  | Yankees | 7  | 30  | 3  | 4  | 0  | 0  | 3  | 5  | 10 | 0  | .133 | .250 |
| 2021  | Yankees | 1  | 4   | 0  | 1  | 0  | 0  | 0  | 0  | 0  | 0  | .250 | .250 |
| 2022  | Yankees | 9  | 36  | 5  | 5  | 0  | 0  | 2  | 3  | 15 | 0  | .139 | .306 |
| Total | Total   | 44 | 171 | 29 | 36 | 4  | 0  | 13 | 25 | 66 | 0  | .211 | .462 |